# Sazomín
Sazomín är en ort i Tjeckien.   Den ligger i regionen Vysočina, i den centrala delen av landet, 130 km sydost om huvudstaden Prag. Sazomín ligger 527 meter över havet och antalet invånare är 216.
Terrängen runt Sazomín är huvudsakligen platt. Sazomín ligger nere i en dal. Runt Sazomín är det ganska glesbefolkat, med 31 invånare per kvadratkilometer. Närmaste större samhälle är Žďár nad Sázavou, 6,7 km nordväst om Sazomín. I omgivningarna runt Sazomín växer i huvudsak blandskog.